# Amerotyphlops minuisquamus
Espèce
Synonymes
- Typhlops minuisquamus Dixon & Hendricks, 1979

Amerotyphlops minuisquamus est une espèce de serpents de la famille des Typhlopidae. 

## Répartition
Cette espèce se rencontre :
- au Pérou dans la région de Loreto ;
- en Colombie ;
- au Venezuela dans l'État d'Amazonas ;
- au Guyana ;
- au Brésil.

## Description
L'holotype d'Amerotyphlops minuisquamus mesure 230 mm dont 4,9 mm pour la queue.

## Étymologie
Son nom d'espèce, du latin minuo, « réduire en menus morceaux, casser, piller, écraser », et squama, « écaille », lui a été donné en référence au nombre décroissant de ses rangées d'écailles. Cette caractéristique la différencie des autres espèces du genre Typhlops du Nouveau Monde.

## Publication originale
- Dixon & Hendricks, 1979 : The wormsnakes (family Typhlopidae) of the neotropics, exclusive of the Antilles. Zoologische Verhandelingen, vol. 173, p. 1-39 (texte intégral).